# Kościół Podwyższenia Krzyża Świętego w Gliwicach
Kościół Podwyższenia Krzyża Świętego w Gliwicach – kościół parafialny w Gliwicach w dzielnicy Wojska Polskiego. Przy kościele znajduje się klasztor Redemptorystów. Od 27 czerwca 2015 Sanktuarium maryjne z cudownym wizerunkiem Matki Boskiej Nieustającej Pomocy.
W pobliżu kościoła przebiegają szlaki turystyczne:
- Szlak Powstańców Śląskich,
- Szlak Husarii Polskiej.

## Historia

### Kościół

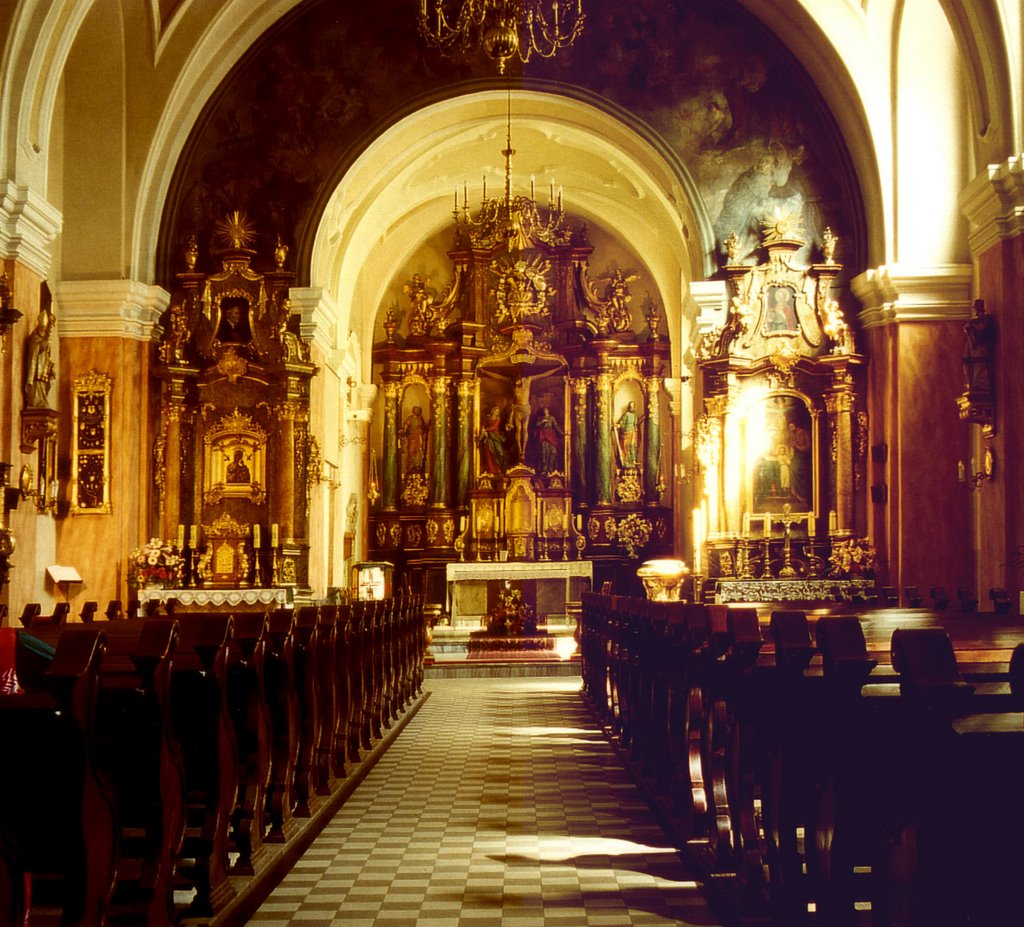
Wnętrze kościoła (2012)

Pierwsza wzmianka o drewnianym kościele pochodzi z 10 marca 1516 roku, kościół został zbudowany prawdopodobnie około 1500 roku.
Nowy murowany kościół w barokowym stylu zbudowano w 1623 roku. 10 października 1677 roku kościół i klasztor spłonęły. Zostały one odbudowane w stylu barokowym pod nadzorem Franciszka Sikory według projektu Melchiora Stokłosy. Poświęcenie miało miejsce w 1683 r. Jednym z fundatorów był król Jan III Sobieski. W 1726 r. Bernard Welczek i Piotr Strzela ufundowali wieżyczkę na sygnaturkę.
W latach 1924–1926 kościół został odnowiony i rozbudowany - powiększono nawę południową oraz dobudowano kaplicę i przedsionek.
Podczas pożaru 7 lipca 1980 roku zniszczeniu uległa między innymi zabytkowa późnobarokowa polichromia oraz wyposażenie wnętrza. Po trzech latach remontu, kościołowi został przywrócony poprzedni wystrój. 21 listopada 1980 r. przy kościele utworzono parafię.

### Klasztor
W 1612 roku do Gliwic przybył franciszkanin ojciec Bonawentura. Władze miasta ofiarowały duchownemu kościół Świętego Krzyża oraz przylegający do niego ogród. W kolejnych latach powstał drewniany parterowy klasztor.
W 1683 roku w klasztorze zatrzymał się król Jan III Sobieski podczas wyprawy pod Wiedeń. Na pamiątkę swojego pobytu w gliwickim klasztorze, król posadził kilka lip, z których ostatnia rosła do 1929 roku. W kościele ochrzczono wówczas Murzynka należącego do świty dworskiej.
30 października 1810 r. nastąpiła kasacja klasztorów i zakonów przez króla pruskiego Fryderyka III Wilhelma. Wskutek kasacji w 1811 r. zakonnicy opuścili klasztor, który wkrótce został przejęty na własność przez miasto. 29 kwietnia 1816 r. otwarto w nim gimnazjum.
15 marca 1921 r. przybył pierwszy redemptorysta, ojciec Henryk Gluchnik. 10 maja 1925 r. klasztor przekazano na własność zakonnikom. W czasie II wojny światowej w klasztorze przebywali repatrianci z Bukowiny i Rosji. 7 sierpnia 1945 roku, z inicjatywy zakonników niemieckich, przekazano klasztor polskim redemptorystom.

## Architektura i wyposażenie

### Kościół

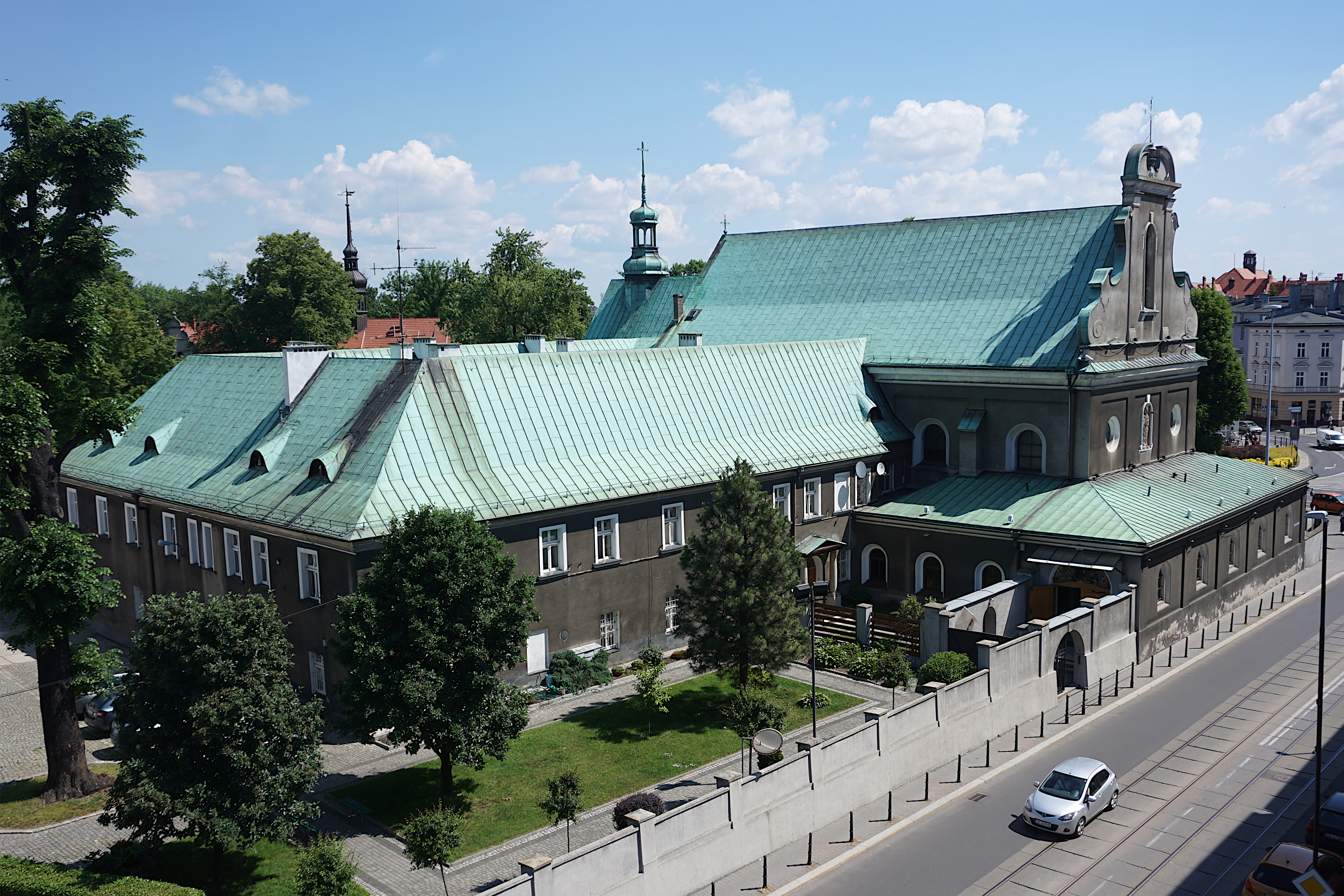
Zespół klasztorny reformatów w Gliwicach (2021)

Kościół barokowy, pierwotnie jednonawowy, z prostokątnym prezbiterium od strony północnej. Do prezbiterium przylega od zachodu zakrystia. Prezbiterium dwuprzęsłowe, szersza od niego nawa, początkowo czteroprzęsłowa, od 1926 powiększona o dwa kolejne przęsła. Do nawy przylega od wschodu kaplica św. Barbary, zaś od wschodu i południa - przybudówki. Sklepienia wnętrza krzyżowo-kolebkowe. Dachy dwuspadowe z sygnaturką.
Wyposażenie późnobarokowe, z XVIII wieku. Ołtarz główny z Krzyżem oraz Matką Boską i prawdopodobnie Marią Magdaleną. W nawie głównej ponadto ołtarze boczne Matki Boskiej Nieustającej Pomocy, z jej cudownym wizerunkiem koronowanym 22 czerwca 2014 w katedrze gliwickiej przez kardynała Stanisława Dziwisza oraz św. Rodziny. W nawie bocznej ołtarz św. Barbary. Nad centralnym łukiem kościoła fresk przedstawiający Matkę Boską, gliwicki kościół Wszystkich Świętych oraz świętych Franciszka z Asyżu, Jana Kapistrana i Bernarda z Clairvaux. Na ścianie tęczy zachowana polichromia z XVIII wieku, pozostałe malunki autorstwa Karla Platzka pochodzą z 1925 r.

### Klasztor
Budynek klasztoru, znajdujący się po zachodniej stronie kościoła, barokowy, remontowany w 1925 r. Jest to budynek murowany, czteroskrzydłowy, z wewnętrznym wirydarzem. Skrzydła jednotraktowe z korytarzem od strony dziedzińca. Sklepienia żaglaste lub kolebkowo-krzyżowe, w przebudowanych pomieszczeniach stropy płaskie.

## Otoczenie
W pobliżu kościoła znajdował się cmentarz przyklasztorny, zamknięty w 1902 r. Znajduje się tam kaplica cmentarna rodziny Gallich, wybudowana prawdopodobnie w 1902 r. w miejscu poprzedniej z 1800 r. Jest to budowla murowana, neogotycka, na planie krzyża greckiego. Drzwi drewniane, zwieńczone - podobnie jak i okna - ostrołukami. Dach zwieńczony sygnaturką.